# Frank Wild

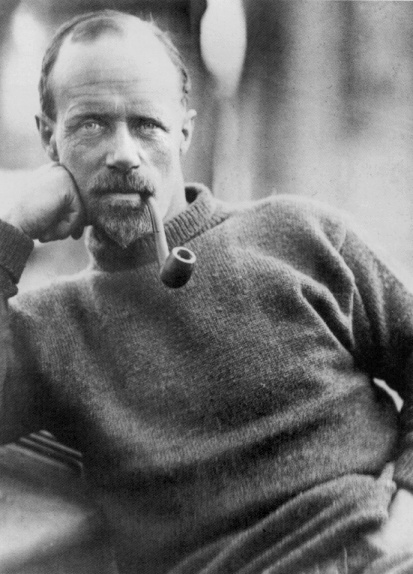
Frank Wild

John Robert Francis (Frank) Wild (Skelton-in-Cleveland, 10 april 1873  - Klerksdorp, 19 augustus 1939) was een Brits poolonderzoeker en lid van de Royal Navy. Hij nam deel aan vier Britse expedities naar Antarctica: de Discovery-expeditie, de Nimrod-expeditie, de Australazische Antarctische expeditie onder leiding van Douglas Mawson en de Transantarctische Expeditie van 1914 tot 1916. Tijdens deze laatste expeditie strandde hij samen met een aantal anderen op Elephanteiland en werd ternauwernood gered door Ernest Shackleton. In 1921-1922 nam Frank Wild ook nog deel aan de Shackleton–Rowett-expeditie, die echter niet werd voltooid.
Wild was de oudste van acht zonen van de leraar Benjamin Wild en de naaister Mary Cook. Het gezin telde verder nog drie dochters. Mary's vader Robert Cook beweerde een kleinzoon te zijn van James Cook, maar dit is nooit bewezen. In 1875 was het gezin verhuisd van Skelton naar Stickford. Aan het eind van de jaren 80 verhuisde het gezin opnieuw, nu naar Wheldrake (nabij York), en vervolgens naar het dorpje Evershorst in Bedfordshire. Wild volgde onderwijs in Bedfrod en trad in 1889 op 16-jarige leeftijd in dienst bij de koopvaardij. In 1900 ging hij bij de Royal Navy.
Na zijn terugkeer in het Verenigd Koninkrijk vocht Wild als vrijwilliger mee in de Eerste Wereldoorlog. Hij werd benoemd tot tijdelijk luitenant in de Royal Naval Reserve. Na de oorlog emigreerde Wild naar Zuid-Afrika, waar hij samen met twee voormalige mede-expeditieleden, Francis Howard Bickerton en James Archibald McIlroy, een boerderij begon in het Britse protectoraat Nyasaland (het huidige Malawi). Hij stierf echter uiteindelijk in grote armoede, vermoedelijk als gevolg van zijn drankverslaving, in Klerksdorp, Transvaal. Op 27 november 2011 werden de resten uit zijn graf overgebracht naar de begraafplaats van Grytviken op het pooleiland Zuid-Georgia, waar deze herbegraven werden, rechts naast Shackleton, omdat hij bij leven 'Shackleton's rechterhand' werd genoemd.